# Hanna Laslo
Hanna Laslo (hebr. חנה לסלאו, ur. 14 czerwca 1953) – izraelska aktorka polskiego pochodzenia. Laureatka nagrody dla najlepszej aktorki na 58. MFF w Cannes za rolę w filmie Free Zone (2005) Amosa Gitaja.

## Życiorys
Hanna dorastała w Jafie. W latach 1972–1973 służyła w izraelskiej armii. W latach 80. i 90. zaczęła występować jako komik w teatrze i telewizji.
W 2005 wystąpiła w filmie Free Zone u boku Natalie Portman i w reżyserii Amosa Gitaja. Podczas 58. MFF w Cannes otrzymała z rąk Ralpha Fiennesa nagrodę dla najlepszej aktorki.
Prowadziła izraelską wersję teleturnieju „Najsłabsze ogniwo”.

## Filmografia
Filmy fabularne
- 2011: Pourquoi tu pleures? jako Mathila
- 2009: Ultimatum jako Bella
- 2008: Adam Zmartwychwstały (Adam Resurrected) jako Rachel Shwester
- 2008: On the Road to Tel Aviv jako Hana
- 2008: Shiva jako Ita
- 2005: Free Zone jako Hanna
- 2003: Opowieści z sąsiedztwa (Alila) jako Mali
- 1983: Kuni Leml B'Kahir
- 1981: Am Yisrael Hai
- 1978: Belfer
- 1978: Millioner Betzarot jako pokojówka
- 1977: Hatzilu Et HaMatzil
- 1975: Giwat Halfon Eina Ona jako Hermona

Seriale telewizyjne
- 2004: Ha-Szir Szelanu jako Naomi Shachar
- 2004: Ahava Ze Koev Mama Eddy’ego
- 2002: Ha-Chuliya Hachalasha jako Gospodyni

## Nagrody
- Nagroda na MFF w Cannes Najlepsza aktorka: 2005 Free Zone